# Internationale Kommission über die Durchstechung der Landenge von Sues
Die Internationale Kommission über die Durchstechung der Landenge von Suez (fr: Commission Internationale pour le percement de l’isthme des Suez) war die von Lesseps im Auftrag des Khediven (Vizekönig) von Ägypten Muhammad Said 1855 einberufene Kommission von Experten, die die Machbarkeit eines Kanals zwischen dem Mittelmeer und dem Roten Meer beurteilen und die beste Lösung für einen solchen Kanal aufzeigen sollte.

## Vorgeschichte
Der Bau eines Kanals durch den Isthmus von Sues war eines der großen Projekte, die Europa in der ersten Hälfte des 19. Jahrhunderts bewegte. Bei Napoléons Ägyptischer Expedition war durch eine ungenaue Vermessung 1799 ein Höhenunterschied von mehr als 9 m zwischen den beiden Meeren ermittelt worden. Dieser Irrtum wurde erst durch die Vermessungen korrigiert, die Paul-Adrien Bourdaloue 1847 im Auftrag der Société d’Études du Canal de Suez vorgenommen hatte. An dieser Expedition nahm auch Alois Negrelli von Moldelbe teil, der insbesondere die Bucht von Pelusium am nördlichen Ende des angedachten Kanals untersuchte. Aufgrund der politischen Verhältnisse 1848 wurden jedoch keine weiteren Schritte unternommen. Ferdinand de Lesseps hatte am 30. November 1854 die Erste Konzession zum Bau des Sueskanals erhalten und einen Vorentwurf durch die in der ägyptischen Kanalbauverwaltung tätigen Franzosen Linant-Bey und Mougel-Bey (Linant de Bellefonds und Eugène Mougel) anfertigen lassen. Lesseps war von Anfang an darauf bedacht, das Kanalprojekt auf eine möglichst breite politische Basis zu stellen. Er legte den Bericht dem Vizekönig vor, der im Bescheid (Firman) vom 19. Mai 1855 unter anderem anordnete, dass der Bericht weiter ausgearbeitet und anschließend von einer internationalen Expertenkommission beraten werden solle.

## Kommission
Die Kommission trat erstmals am 30. Oktober 1855 in Paris zusammen.
Sie bestand aus den Herren:
- Frederik Willem Conrad, königlich niederländischer Ingénieur en Chef des Rijkswaterstaat im Haag, zugleich Präsident der Commission;
- Harris, Capitain der königlich britischen Marine in London;
- Benjamin Jaurès, Schiffscapitain der kaiserlich französischen Marine und Mitglied des Admiralitätsrates;
- Carl Lentze, königlich preußischer Ingénieur en Chef der Weichselbauten in Berlin;
- Lieussou, Ingénieur-Hydrograph der kais. französischen Marine in Paris, zugleich Secretair der Commission;
- John Robinson Mac Clean, Ingénieur in London;
- Charles Manby, Ingénieur in London, zugleich Secretair der Commission;
- Cipriano Segundo Montesino, königl. span. Director der öffentlichen Arbeiten in Madrid;
- Alois Negrelli, General-Inspector der Eisenbahnen im österr. Kaiserstaate in Wien;
- Pietro Paleocapa, königl. sard. Minister der öffentlichen Arbeiten in Turin;
- Louis Auguste Renaud, General-Inspector und Mitglied des Conseil général des ponts et chaussées in Paris;
- James Meadows Rendel, Ingénieur in London;
- Charles Rigault de Genouilly, kais. franz. Contre-Admiral in Paris.

Man hatte den Vorentwurf von Linant-Bey und Mougel-Bey durchgesehen und beschloss, die Verhältnisse in Ägypten vor Ort zu untersuchen. Außerdem sollte ein Plan der Bucht von Pelusium erstellt werden, um die von Negrelli 1847 erstellten Profile der Wassertiefen in der Bucht von Pelusium zu bestätigen und zu vervollständigen.

## Untersuchungen in Ägypten
Am 18. November trafen sich fünf der insgesamt 13 Mitglieder in Alexandria, nämlich die Herren Conrad, Renaud, Negrelli, Mac-Clean und Lieussou. Dabei übergab Negrelli die von ihm angefertigten Profile der Wassertiefen und eine von ihm ebenfalls 1847 entworfene Trasse, die im Wesentlichen mit derjenigen übereinstimmte, die die Ingenieure des Vizekönigs (Linant und Mougel) vorgeschlagen hatten. In den folgenden zwei Tagen untersuchte die Gruppe die Reede von Alexandria. Anschließend reiste man nach Sues und erkundete vier Tage lang die Bucht. In den folgenden Tagen wurden auf dem Weg zum Wadi Tumilat Untersuchungen und Bohrproben gemacht sowie die von Jacques-Marie Le Père und Paulin Talabot vorgeschlagene Trasse durch das Nildelta nach Alexandria überprüft. Die Gruppe war sich jedoch schnell einig, dass diese Trasse aus vielfältigen technischen und wirtschaftlichen Gründen nicht akzeptabel sei. In den nächsten Tagen folgten weitere Untersuchungen und Probebohrungen auf dem Weg durch den Isthmus zum Mittelmeer. Am 31. Dezember 1855 wurde die Gruppe von der ägyptischen Fregatte Le Nil aufgenommen, die am 2. Januar 1856 Alexandria erreichte. An Bord diskutierte man die inzwischen von M. Larousse ermittelten Wassertiefen, einem zur Kommission entsandten französischen Marine-Hydrologen. Man wurde einig, dass eine Kanalmündung weiter westlich (am späteren Port Said) wegen des dort steiler abfallenden Ufers vorzuziehen sei, auch wenn der Kanal dadurch um 6 km länger würde. Außerdem solle eine nördliche Jetty mit 3,5 km Länge und eine südliche Jetty mit 2,5 km Länge sowie ein Leuchtturm gebaut werden. Am 2. Januar 1856 verfasste man einen vorläufigen Bericht an den Vizekönig, in dem ein direkter Kanal als die einzig sinnvolle Verbindung bezeichnet wurde, die Einzelheiten aber einem Bericht der vollständigen Kommission vorbehalten bleiben müssten, für den noch weitere Ermittlungen notwendig seien.
Der Vizekönig erteilte daraufhin die Zweite Konzession.

## Beratungen der Kommission
Die vollständige Kommission trat erneut am 23. Juni 1856 in Paris zusammen (Rendel war entschuldigt, Negrelli und Montesino trafen am folgenden Tag ein) und verhandelte drei Tage lang über die Ergebnisse der Untersuchungen in Ägypten und über sämtliche Einzelheiten des zukünftigen Kanals. Man entschied sich einstimmig für den von Anfang an von Negrelli vorgeschlagenen Kanal ohne Schleusen, der ohne Eindämmung durch die tieferliegenden, zu flutenden Bitterseen geführt werden und eine Tiefe von 8 m haben solle. Die Breite solle 100 m an der Wasserlinie und 64 m am Kanalboden betragen, in einem bestimmten Abschnitt jedoch nur 80 m an der Wasserlinie und 44 m am Boden.

## Endgültiger Bericht der Kommission
In dem endgültigen Rapport de la Commission Internationale vom Dezember 1856, einem 195 Seiten langen Bericht, wurde die Entscheidung für die direkte Trasse nochmals begründet und sämtliche Einzelheiten niedergelegt, einschließlich der Häfen, einer Telegraphenleitung entlang des Kanals, der Fähren über den Kanal und der Beleuchtung der Mittelmeerküste und des gesamten Roten Meers, d. h. seiner Ausstattung mit Leuchttürmen, Bojen und dergleichen. Ebenso wie von der nach Ägypten gereisten Gruppe wird auch in dem endgültigen Bericht vorgeschlagen, den Hafen an der nördlichen Kanalmündung Port Said zu nennen.
Die Kommission hat ihre Tätigkeit in dem Bericht ausdrücklich für beendet erklärt. Sie hat zwar den Wunsch geäußert, dass der Kanal alsbald gebaut werde, sich aber nicht zur Durchführung der Bauarbeiten geäußert oder gar vorgeschlagen, Negrelli mit ihrer Leitung oder Überwachung zu betrauen.